# Magdalena Neuner
Magdalena Neuner detta Lena (Garmisch-Partenkirchen, 9 febbraio 1987) è un'ex biatleta tedesca, divenuta ancora in giovane età tra le più titolate nella storia della disciplina.
La Neuner si è affermata come una delle più veloci fondiste attive nel biathlon, ma è stimata anche per la sua rapidità al poligono nella posizione rialzata. Dal 2007, quando ha vinto tre medaglie d'oro mondiali, è diventata una delle atlete più conosciute in Germania.
Con la vittoria nella partenza in linea dei Mondiali di Chanty-Mansijsk 2011 è diventata la biatleta che ha conquistato il maggior numero di ori mondiali e olimpici nella storia del biathlon con undici medaglie (che sono diventate dodici già alla fine di quegli stessi Mondiali, dopo la vittoria nella staffetta); ha superato le connazionali Uschi Disl e Petra Behle e la sovietica Elena Golovina, ferme a dieci titoli.

## Biografia

### Stagioni 2003-2007
Originaria di Wallgau, in Baviera, ha iniziato a praticare il biathlon all'età di nove anni ed è entrata nella nazionale tedesca nel 2003. Ha vinto cinque titoli ai Mondiali juniores tra il 2004 e il 2006.
Ha fatto il proprio debutto in Coppa del Mondo nella stagione 2006, diciottenne. Nel gennaio 2007 ha vinto la sua prima gara di Coppa, mentre un mese più tardi si è aggiudicata tre medaglie d'oro alla sua prima partecipazione mondiale: ad Anterselva 2007 ha infatti vinto due ori individuali (sprint 7,5 km e inseguimento 10 km) e uno nella staffetta. In Coppa ha vinto altre cinque gare, chiudendo al quarto posto in classifica generale la prima stagione completa disputata.

### Stagioni 2008-2009
Durante la stagione 2007-2008 la Neuner, ventunenne, è divenuta la più giovane vincitrice della Coppa del Mondo generale. Ai Mondiali di quell'anno a Östersund ha vinto nuovamente tre medaglie d'oro (staffetta, staffetta mista e 12,5 km partenza in linea), diventando la più giovane biatleta a essersi aggiudicata sei medaglie del metallo più prezioso. Si è trattato della stagione della definitiva consacrazione di Magdalena Neuner, che ha vinto anche la Coppa del Mondo generale anche grazie a quattro vittorie di tappa. Ha vinto anche le Coppe di specialità di sprint e di partenza in linea.
La stagione 2008-2009 è risultata meno vincente per la Neuner, che in Coppa ha vinto comunque tre gare e la Coppa di specialità nell'individuale, il formato di gara meno adatto alle sue caratteristiche. Nella classifica generale si è piazzata quarta; ai Mondiali di Pyeongchang ha vinto l'argento in staffetta.

### Stagioni 2010-2012
La stagione 2009-2010 ha registrato un avvio difficoltoso per la Neuner, che ha dovuto saltare una tappa di Coppa del Mondo a dicembre e una a gennaio per problemi di salute. Tuttavia in seguito è riuscita a inanellare una striscia di undici podi in tredici gare, che l'ha proiettata in vetta alla classifica generale. Ai XXI Giochi olimpici invernali di Vancouver 2010, dopo la medaglia d'argento nella gara sprint, ha conquistato la sua prima medaglia d'oro olimpica vincendo la 10 km a inseguimento e la seconda nella partenza in linea. A fine anno si è aggiudicata la sua seconda Coppa del Mondo, battendo la compagna di squadra Simone Hauswald.
L'esser divenuta la più giovane atleta ad aver vinto tutto nel biathlon (oro mondiale, oro olimpico, Coppa del Mondo generale, "coppetta" di specialità in tutti i formati di gara) le ha provocato alla fine della stagione 2010 grandi dubbi sulla prosecuzione della sua carriera, vista la mancanza di motivazioni
Il 6 dicembre, alla vigilia delle gare di Hochfilzen, ha annunciato il ritiro dal biathlon al termine della stagione. A fine stagione ha vinto la classifica generale di Coppa del Mondo per la terza volta e si è aggiudicata anche la coppa di specialità di sprint.

## Palmarès

### Olimpiadi
- 3 medaglie:
  - 2 ori (inseguimento[3], partenza in linea[3] a Vancouver 2010)
  - 1 argento (sprint[3] a Vancouver 2010)

### Mondiali
- 17 medaglie:
  - 12 ori (sprint[3], inseguimento[3], staffetta[3] ad Anterselva 2007; partenza in linea[3], staffetta[3], staffetta mista[3] a Östersund 2008; staffetta mista[3] a Chanty-Mansijsk 2010; sprint[3], partenza in linea[3], staffetta[3] a Chanty-Mansijsk 2011; sprint[3], staffetta[3] a Ruhpolding 2012)
  - 4 argenti (staffetta[3] a Pyeongchang 2009; inseguimento[3], staffetta mista[3] a Chanty-Mansijsk 2011; inseguimento[3] a Ruhpolding 2012)
  - 1 bronzo (staffetta mista[3] a Ruhpolding 2012)

### Mondiali juniores
- 11 medaglie:
  - 7 ori (sprint, staffetta ad Alta Moriana 2004; sprint a Kontiolathi 2005; inseguimento, staffetta a Presque Isle 2006; sprint, inseguimento a Ruhpolding 2008)
  - 4 argenti (inseguimento ad Alta Moriana 2004; inseguimento, staffetta a Kontiolathi 2005; sprint a Presque Isle 2006)

### Europei
- 1 medaglia:
  - 1 bronzo (staffetta a Langdorf 2006)

### Mondiali di biathlon estivo
- 3 medaglie:
  - 3 ori (sprint, inseguimento, staffetta mista a Oberhof 2009)

### Coppa del Mondo
- Vincitrice della Coppa del Mondo nel 2008, nel 2010 e nel 2012
- Vincitrice della Coppa del Mondo di individuale nel 2009
- Vincitrice della Coppa del Mondo di sprint nel 2008, nel 2011 e nel 2012
- Vincitrice della Coppa del Mondo di inseguimento nel 2010
- Vincitrice della Coppa del Mondo di partenza in linea nel 2008 e nel 2010
- 62 podi (51 individuali, 11 a squadre), oltre a quelli conquistati in sede olimpica e iridata e validi anche ai fini della Coppa del Mondo:
  - 33 vittorie (26 individuali, 7 a squadre)
  - 11 secondi posti (7 individuali, 4 a squadre)
  - 18 terzi posti (individuali)

#### Coppa del Mondo - vittorie
| Data             | Località           | Nazione       | Specialità                                                |
| ---------------- | ------------------ | ------------- | --------------------------------------------------------- |
| 5 gennaio 2007   | Oberhof            | Germania      | SP                                                        |
| 10 marzo 2007    | Oslo Holmenkollen  | Norvegia      | PU                                                        |
| 11 marzo 2007    | Oslo Holmenkollen  | Norvegia      | MS                                                        |
| 15 marzo 2007    | Chanty-Mansijsk    | Russia        | SP                                                        |
| 17 marzo 2007    | Chanty-Mansijsk    | Russia        | PU                                                        |
| 16 dicembre 2007 | Pokljuka           | Slovenia      | RL (con Martina Beck, Sabrina Buchholz e Andrea Henkel)   |
| 6 gennaio 2008   | Oberhof            | Germania      | MS                                                        |
| 9 gennaio 2008   | Ruhpolding         | Germania      | RL (con Kathrin Hitzer, Sabrina Buchholz e Kati Wilhelm)  |
| 28 febbraio 2008 | Pyeongchang        | Corea del Sud | SP                                                        |
| 6 marzo 2008     | Chanty-Mansijsk    | Russia        | SP                                                        |
| 21 dicembre 2008 | Hochfilzen         | Austria       | RL (con Andrea Henkel, Simone Hauswald e Kathrin Hitzer)  |
| 14 gennaio 2009  | Ruhpolding         | Germania      | RL (con Andrea Henkel, Kati Wilhelm e Kathrin Hitzer)     |
| 16 gennaio 2009  | Ruhpolding         | Germania      | SP                                                        |
| 18 gennaio 2009  | Ruhpolding         | Germania      | PU                                                        |
| 14 marzo 2009    | Vancouver Whistler | Canada        | RL (con Kati Wilhelm, Martina Beck e Andrea Henkel)       |
| 28 marzo 2009    | Chanty-Mansijsk    | Russia        | PU                                                        |
| 20 gennaio 2010  | Anterselva         | Italia        | IN                                                        |
| 22 gennaio 2010  | Anterselva         | Italia        | SP                                                        |
| 27 marzo 2010    | Chanty-Mansijsk    | Russia        | MS                                                        |
| 11 dicembre 2010 | Hochfilzen         | Austria       | RL (con Kathrin Hitzer, Sabrina Buchholz e Andrea Henkel) |
| 18 dicembre 2010 | Pokljuka           | Slovenia      | SP                                                        |
| 5 febbraio 2011  | Presque Isle       | Stati Uniti   | MX (con Kathrin Hitzer, Alexander Wolf e Daniel Böhm)     |
| 13 febbraio 2011 | Fort Kent          | Stati Uniti   | MS                                                        |
| 17 marzo 2011    | Oslo Holmenkollen  | Norvegia      | SP                                                        |
| 3 dicembre 2011  | Östersund          | Svezia        | SP                                                        |
| 9 dicembre 2011  | Hochfilzen         | Austria       | SP                                                        |
| 6 gennaio 2012   | Oberhof            | Germania      | SP                                                        |
| 8 gennaio 2012   | Oberhof            | Germania      | MS                                                        |
| 19 gennaio 2012  | Anterselva         | Italia        | SP                                                        |
| 2 febbraio 2012  | Oslo Holmenkollen  | Norvegia      | SP                                                        |
| 4 febbraio 2012  | Oslo Holmenkollen  | Norvegia      | PU                                                        |
| 12 febbraio 2012 | Kontiolahti        | Finlandia     | SP                                                        |
| 16 marzo 2012    | Chanty-Mansijsk    | Russia        | SP                                                        |

Legenda:

IN = individuale

SP = sprint

PU = inseguimento

MS = partenza in linea

RL = staffetta

MX = staffetta mista

## Riconoscimenti
- "Sportiva tedesca dell'anno" nel 2007[senza fonte]
- "Star degli sport invernali" nel 2008[senza fonte]